# 襾部
襾部為漢字索引中的部首之一，計六畫，是康熙字典214個部首中的第146個（在六畫的中為第29個）。襾部構字時通常出現在上方，並變形為「覀」。一字帶「覀」且無其他部首可用時歸為襾部。
規定中文简化字部首規範的《汉字部首表》中，原襾部改为变形的覀部，下设有附形部首「襾」和「西」；但是《现代汉语词典》等一些主流字词典的部首索引中会省略无字的附型部首「襾部」，只保留「覀（西）」作为部首。

## 部首單字解釋
覆蓋。見說文。拼音：yà；注音：ㄧㄚˋ。
西：①方位名。日落的方位。與東方相對。②歐美各國的總稱。③姓。④向西行。

## 字形

小篆

## 讀音
- 中古漢語
  - 廣韻 - 衣嫁切、禡韻、去声
  - 詩韻 - 禡韻、去声
  - 三十六字母 - 影母
- 現代漢語
  - 普通話 - 拼音：yà 注音：ㄧㄚˋ
  - 廣東話 - 粵拼:kaa1
- 日語 - 音讀：ア（漢音）
- 朝鮮語 - 音：(a) 訓：（deopeul、覆蓋）

## 字例
（依Unicode排序）
| 部首外筆畫 | 字例 -{  |
| ---------- | -------- |
| 0          | 襾西覀   |
| 3          | 䙲要     |
| 4          | 䙳栗     |
| 5          | 䙴覂票   |
| 6          | 䙵䙶覃覄 |
| 7          | 覅       |
| 12         | 覆       |
| 13         | 覇覇覈   |
| 17         | 覉       |
| 19         | 覊𧠅 }-  |